# Rhodophiala rhodolirion
Rhodophiala rhodolirion,  añañuca,   es una especie botánica de planta herbácea perenne, geófita, bulbosa, endémica de Chile y de Argentina, en ambos lados de la cordillera de los Andes.
De bellísimas flores rosas o blancas. Tiene amenaza a su existencia por pérdida de hábitat.
Esta especie se conoce actualmente come Rhodolirium montanum.

## Descripción, distribución y hábitat
Es una planta bulbosa y perenne  de alto valor ornamental. Se encuentra en alturas extremas, muy por encima de la línea del bosque (la elevación absoluta depende de la latitud) en áreas con constantes precipitaciones con períodos secos cortos que no duran más de 1 mes. Están en pleno sol sin ninguna protección en lugares planos o laderas de exposición norte. La planta resiste temperaturas bajas (hasta -15 °C incluso -20 °C), puede estar cubierta durante meses (1 - 8 meses) por la nieve.

## Sinonimia
- Patapum rhodolirion Baker (1878).
- Amaryllis rhodolirion (Baker) Traub & Uphof (1938).
- Rhodolirium andinum Phil. (1858).
- Rhodolirium montanum Phil. (1858).
- Hippeastrum andinum Phil. (1896), nom. illeg.[5]

## Leyenda
La leyenda de la Añañuca es una historia tradicional chilena que narra el origen mítico de la flor llamada «añañuca», que florece en el desierto de Atacama y el valle central de Chile. 